# Guvernul Dorin Recean
Guvernul Dorin Recean este cabinetul de miniștri care guvernează Republica Moldova începând cu 16 februarie 2023. Guvernul a fost învestit cu votul a 62 de deputați. Cum Partidul Acțiune și Solidaritate deține majoritate în Parlamentul Republicii Moldova, guvernul este majoritar absolut PAS.

## Componența cabinetului
| Minister                                             | Nume                        | Portet | Partid       | În funcție din     | Până la            |
| ---------------------------------------------------- | --------------------------- | ------ | ------------ | ------------------ | ------------------ |
| Prim-ministru                                        | Dorin Recean                |        | Independent  | 16 februarie 2023  |                    |
| Viceprim-miniștri                                    |                             |        |              |                    |                    |
| Viceprim-ministru                                    | Nicu Popescu                |        | Independent  | 6 august 2021      | 29 ianuarie 2024   |
| Viceprim-ministru                                    | Mihai Popșoi                |        | PAS          | 29 ianuarie 2024   |                    |
| Viceprim-ministru                                    | Dumitru Alaiba              |        | PAS          | 16 februarie 2023  | 14 martie 2025     |
| Viceprim-ministru                                    | Doina Nistor                |        | Independentă | 14 martie 2025     |                    |
| Viceprim-ministru                                    | Vladimir Bolea              |        | PAS          | 16 februarie 2023  |                    |
| Viceprim-ministru pentru Integrare Europeană         | Cristina Gherasimov         |        | Independenți | 5 februarie 2024   |                    |
| Viceprim-ministru pentru Reintegrare                 | Oleg Serebrian              |        | Independenți | 19 ianuarie 2022   | 30 iunie 2025      |
| Viceprim-ministru pentru Reintegrare                 | Roman Roșca                 |        | PAS          | 23 iulie 2025      |                    |
| Miniștri                                             |                             |        |              |                    |                    |
| Ministru al Afacerilor Externe                       | Nicu Popescu                |        | Independent  | 6 august 2021      | 29 ianuarie 2024   |
| Ministru al Afacerilor Externe                       | Mihai Popșoi                |        | PAS          | 29 ianuarie 2024   |                    |
| Ministru al Afacerilor Interne                       | Ana Revenco                 |        | Independenți | 6 august 2021      | 14 iulie 2023      |
| Ministru al Afacerilor Interne                       | Adrian Efros⁠(d)             |        | Independenți | 17 iulie 2023      | 18 noiembrie 2024  |
| Ministru al Afacerilor Interne                       | Daniella Misail-Nichitin    |        | Independenți | 18 noiembrie 2024  |                    |
| Ministru al Agriculturii și Industriei Alimentare    | Vladimir Bolea              |        | PAS          | 8 iulie 2022       | 18 noiembrie 2024  |
| Ministru al Agriculturii și Industriei Alimentare    | Ludmila Catlabuga           |        | Independenți | 19 noiembrie 2024  | 29 august 2025     |
| Ministru al Apărării                                 | Anatolie Nosatîi            |        | Independenți | 6 august 2021      |                    |
| Ministru al Culturii                                 | Sergiu Prodan               |        | Independenți | 6 august 2021      |                    |
| Ministru al Educației și Cercetării                  | Anatolie Topală             |        | Independenți | 6 august 2021      | 14 iulie 2023      |
| Ministru al Educației și Cercetării                  | Dan Perciun                 |        | PAS          | 17 iulie 2023      |                    |
| Ministru al Dezvoltării Economice și Digitalizării   | Dumitru Alaiba              |        | PAS          | 16 noiembrie 2022  | 14 martie 2025     |
| Ministru al Dezvoltării Economice și Digitalizării   | Doina Nistor                |        | Independente | 14 martie 2025     |                    |
| Ministru al Infrastructurii și Dezvoltării Regionale | Lilia Dabija⁠(d)             |        | Independente | 16 februarie       | 14 iulie 2023      |
| Ministru al Infrastructurii și Dezvoltării Regionale | Andrei Spînu                |        | PAS          | 17 iulie 2023      | 11 noiembrie 2024  |
| Ministru al Infrastructurii și Dezvoltării Regionale | Vladimir Bolea              |        | PAS          | 18 noiembrie 2024  |                    |
| Ministru al Energiei                                 | Victor Parlicov⁠(d)          |        | Independenți | 16 februarie 2023  | 5 decembrie 2024   |
| Ministru al Energiei                                 | Dorin Junghietu⁠(d)          |        | Independenți | 19 februarie 2025  |                    |
| Ministru al Finanțelor                               | Veronica Sirețeanu⁠(d)       |        | Independenți | 16 februarie       | 27 septembrie 2023 |
| Ministru al Finanțelor                               | Petru Rotaru⁠(d)             |        | Independenți | 28 septembrie 2023 | 31 iulie 2024      |
| Ministru al Finanțelor                               | Victoria Belous⁠(d)          |        | Independenți | 31 iulie 2024      |                    |
| Ministru al Justiției                                | Veronica Mihailov-Moraru⁠(d) |        | Independenți | 16 februarie 2023  |                    |
| Ministru al Mediului                                 | Rodica Iordanov             |        | Independenți | 16 noiembrie 2022  | 13 martie 2024     |
| Ministru al Mediului                                 | Sergiu Lazarencu⁠(d)         |        | PAS          | 14 martie 2024     |                    |
| Ministru al Muncii și Protecției Sociale             | Alexei Buzu⁠(d)              |        | Independenți | 9 ianuarie 2023    |                    |
| Ministru al Sănătății                                | Ala Nemerenco               |        | Independenți | 6 august 2021      |                    |
| Membru ex-officio                                    |                             |        |              |                    |                    |
| Guvernator (Bașcan) al UTA Găgăuzia                  | Irina Vlah                  |        | Independentă | 15 aprilie 2015    | 19 iulie 2023      |
| Guvernator (Bașcan) al UTA Găgăuzia                  | Evghenia Guțul              |        | Victorie     | 19 iulie 2023      |                    |